# Saltos ornamentais no Campeonato Mundial de Esportes Aquáticos de 2022 - Plataforma 10 m sincronizado masculino
A prova da plataforma 10 m sincronizado masculino dos saltos ornamentais no Campeonato Mundial de Esportes Aquáticos de 2022 foi realizada no dia 28 de junho, em Budapeste, na Hungria. 

## Calendário
Horário local (UTC+2).
| Fase              | Data        | Hora  |
| ----------------- | ----------- | ----- |
| Rodada preliminar | 28 de junho | 10:00 |
| Final             | 28 de junho | 19:00 |

## Medalhistas
| Ouro                           | Prata                                   | Bronze                                       |
| China · Lian Junjie · Yang Hao | Reino Unido · Matty Lee · Noah Williams | Canadá · Rylan Wiens · Nathan Zsombor-Murray |

## Resultados
| Pos.              | Saltadores     | Nacionalidade                             | Preliminar | Preliminar | Final  | Final |
| Pos.              | Saltadores     | Nacionalidade                             | Pontos     | Pos.       | Pontos | Pos.  |
| ----------------- | -------------- | ----------------------------------------- | ---------- | ---------- | ------ | ----- |
| Medalha de ouro   | China          | Lian Junjie Yang Hao                      | 452.25     | 1          | 467.79 | 1     |
| Medalha de prata  | Reino Unido    | Matty Lee Noah Williams                   | 379.26     | 3          | 427.71 | 2     |
| Medalha de bronze | Canadá         | Rylan Wiens Nathan Zsombor-Murray         | 377.88     | 4          | 417.12 | 3     |
| 4                 | Ucrânia        | Kirill Boliukh Oleksiy Sereda             | 393.00     | 2          | 396.27 | 4     |
| 5                 | Alemanha       | Timo Barthel Jaden Eikermann              | 340.47     | 8          | 377.37 | 5     |
| 6                 | Cuba           | Luis Cañabate Carlos Ramos                | 336.69     | 9          | 371.01 | 6     |
| 7                 | Austrália      | Domonic Bedggood Cassiel Rousseau         | 376.65     | 5          | 368.10 | 7     |
| 8                 | Estados Unidos | Zachary Cooper Maxwell Flory              | 328.38     | 10         | 358.17 | 8     |
| 9                 | Brasil         | Kawan Pereira Isaac Souza                 | 354.45     | 7          | 329.79 | 9     |
| 10                | Itália         | Andreas Larsen Eduard Timbretti           | 357.00     | 6          | 328.95 | 10    |
| 11                | Malásia        | Hanis Nazirul Jaya Surya Jellson Jabillin | 311.85     | 12         | 322.35 | 11    |
| 12                | Áustria        | Anton Knoll Dariush Lotfi                 | 314.52     | 11         | 316.20 | 12    |
| 13                | Nova Zelândia  | Arno Lee Luke Sipkes                      | 257.82     | 13         |        |       |
| 14                | Uzbequistão    | Botir Khasanov Marsel Zaynetdinov         | 232.89     | 14         |        |       |